# Creatonotos fulvomarginalis
Creatonotos fulvomarginalis là một loài bướm đêm thuộc phân họ Arctiinae, họ Erebidae.